# 西北公学
西北公学，简称“西公”，是中国共产党在延安枣园后沟从1942年至1945年开办的一所学校。

## 历史
1941年底,中央党校五十五班调到枣园后沟单独办学，这就是“西北公学”之始。一班、二班培训；三班学习包围工作。校长由中央社会部副部长李克农兼任。副校长李逸民。秘书长毛诚。教育科科长闫景纯（1912—1947）。后负责人为吴德、李士英。1942年1月，训练班正式开课。中央社会部部长康生讲重点业务课《特别工作建设》；谭政文讲《审讯学》；陈龙、周毅然、王再天、解方、匡亚民等作了日本问题、国民党各派系情况介绍。
1942年夏天，中央在成立整风运动总学委会的基础上，成立了“党与非党干部审查委员会”。康生为审查干部委员会主委，陈云、彭真、高岗三人为委员。审查干部运动在康生的直接领导下，要求所有干部都要联系王实味的思想言行，向组织写出规定内容的自传和思想汇报。 
1942年11月，年仅19岁的甘肃地下党员、西北公学二班学员张克勤，成了“坦白光荣”的榜样。
1943年4月3日中共中央发布《关于继续开展整风运动的决定》（“四三”决定），“一年的经验证明：整风不但是纠正干部错误思想的最好办法，而且是发现内奸和肃清内奸的最好方法。”大部分审干对象的审查工作在本单位进行；少数一时弄不清的审干对象，边区政府系统的送学“陕甘宁边区行政学院”（代院长、院长王子宜），中直系统的到“西北公学”。此时西北公学设：
- 一班：班主任王涛江
- 二班：班主任是冉志恒
- 三班：班主任是汪东兴
- 四班：班主任卢伯明，副班主任葛琛
- 五班（女生班）：班主任是毛诚

1944年春，西北公学在兼校长李克农领导下成立了甄别委员会，对受冤案的同志进行甄别平反。